# Château du Ramstein
Ne doit pas être confondu avec Château de Ramstein.
Pour les articles homonymes, voir Ramstein.
Le château du Ramstein est une ruine du XIIIe siècle qui se situe dans le département de la Moselle sur la commune de Baerenthal, sur une crête rocheuse au lieu-dit Schlossberg.

## Toponymie
Ce château est mentionné sous les orthographes Ramenstein et Ramestein en 1318.

## Histoire
Le château a été construit au milieu du XIIIe siècle, par une branche de la lignée des seigneurs de Windstein, les Ziedeler, avoués et ministériels d'Empire des Hohenstaufen, pour contrôler la vallée du Zinselbach. Marquant les limites entre la principauté épiscopale de Metz et la principauté épiscopale de Strasbourg dont le château dépendait, il protégeait la voie menant de Pirmasens à Bouxwiller qui passait par cette vallée. Le site qui domine de toutes parts les versants permettait de voir venir l'ennemi et offrait une vue dégagée sur les vallées.
Le Seigneur Henri de Ramstein est cité dès 1294. Les Ramstein issus des Windstein prennent leur nom en 1269. En 1306 est mentionné Heinrich von Uchterer. En 1318, le Château est mentionné Ramenstein & Ramestein. En 1319, les Ramstein se partagent le château avec le Seigneur de Fleckenstein, puis en 1326 avec les Dorschweiller de Torcheville. Mandel raconte que Henri de Ramstein, Walter de Mietesheim, Frédéric de Wasigenstein et Walter de Falkenstein ont dû se porter garants pour libérer Henri de Windstein incarcéré dans le château de Bitche par le Duc de Lorraine.
Au cours du XIVe siècle, les seigneurs de Ramstein devenus des chevaliers pillards transforment le Ramstein en repaire de brigands. Ils sont assignés devant le Seigneur de Lichtenberg pour répondre de leur méfaits, mais ne se seraient jamais présentés. Le château est détruit en 1335 lors d'une expédition punitive par les troupes de l'évêque de Strasbourg et leurs alliés Bernois.
Au XVe siècle, une moitié des ruines appartient au comte Louis V de Lichtenberg, l'autre aux seigneurs de Bootzheim, une famille illustre dont faisait partie Johann von Bootsheim, un ami d'Erasme. Michel de Bootzheim le revend à Philippe de Ramstein, maître de la ville de Strasbourg. En 1569, à sa mort, le château revient au comte de Hanau-Lichtenberg.
Situées dans la forêt domaniale de Hanau, les ruines sont la propriété de l'État. La commune de Baerenthal a signé le 4 mars 2008 un bail emphytéotique pour une durée de 18 ans.
Le nom Ramstein provient du mot Rammestein,  Ramme signifiant en langage local corbeaux et Stein rocher ou pierre.

### Controverses et contre-vérités historiques
- La construction du château, au XIIIe siècle, est parfois attribuée au Seigneur de Falkenstein.
- Le château aurait été construit en 1292, c'est en effet à partir de cette date que les pierres à bossage - absentes sur le site - ont été abandonnées.
- Le logis seigneurial est souvent confondu avec un donjon dont il n'y a pas de trace.

## Particularités encore visibles
Le château est construit sur une plateforme rocheuse de grès bigarré (ou Buntsandstein) d'une longueur de 270 m et de 6 m de largeur en moyenne. La crête rocheuse offre le support et constitue le principal élément de défense de la fortification par sa hauteur et sa verticalité.
On peut encore distinguer les vestiges du logis seigneurial dont la verticalité est visible de loin, ainsi que des portes, escaliers, galeries et deux chambres troglodytes creusés dans le roc.
Il n' y a aucun vestige d'un éventuel donjon.
Un rocher gréseux en forme de champignon se situe devant les ruines de l'ancien château fort.

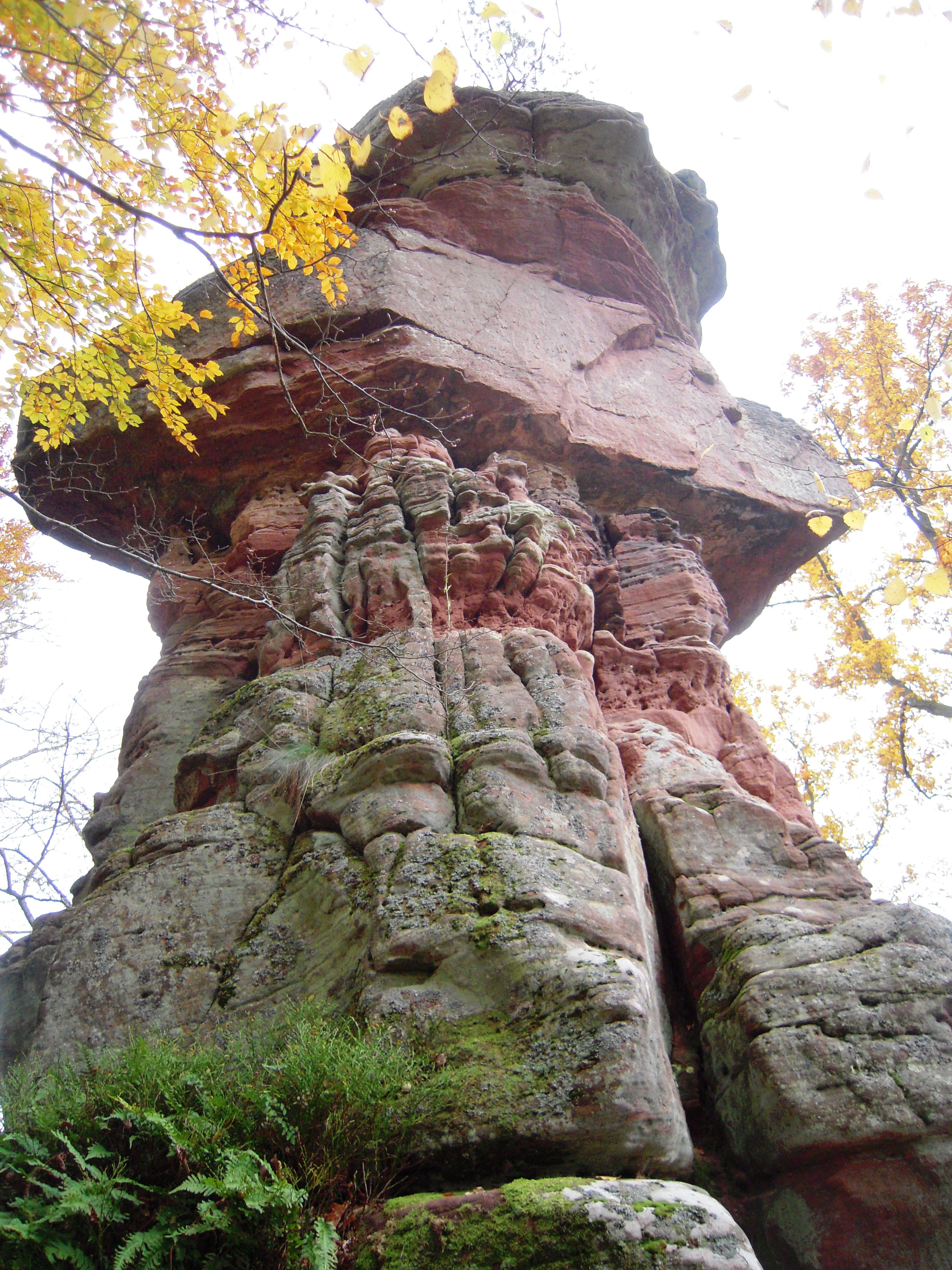
Rocher naturel en forme de champignon à proximité de la ruine.

## Ligne Maginot
En contrebas, on peut apercevoir deux entrées de souterrains qui communiquent entre eux. Ils ont été creusés en 1936 par le Génie militaire pour en faire un dépôt de ravitaillement de la ligne Maginot. Ces aménagements ont été utilisés comme abri par la population pendant les combats de l'hiver 1944-1945. Ce site est actuellement fermé par des grilles, car il héberge des chauve-souris protégées.

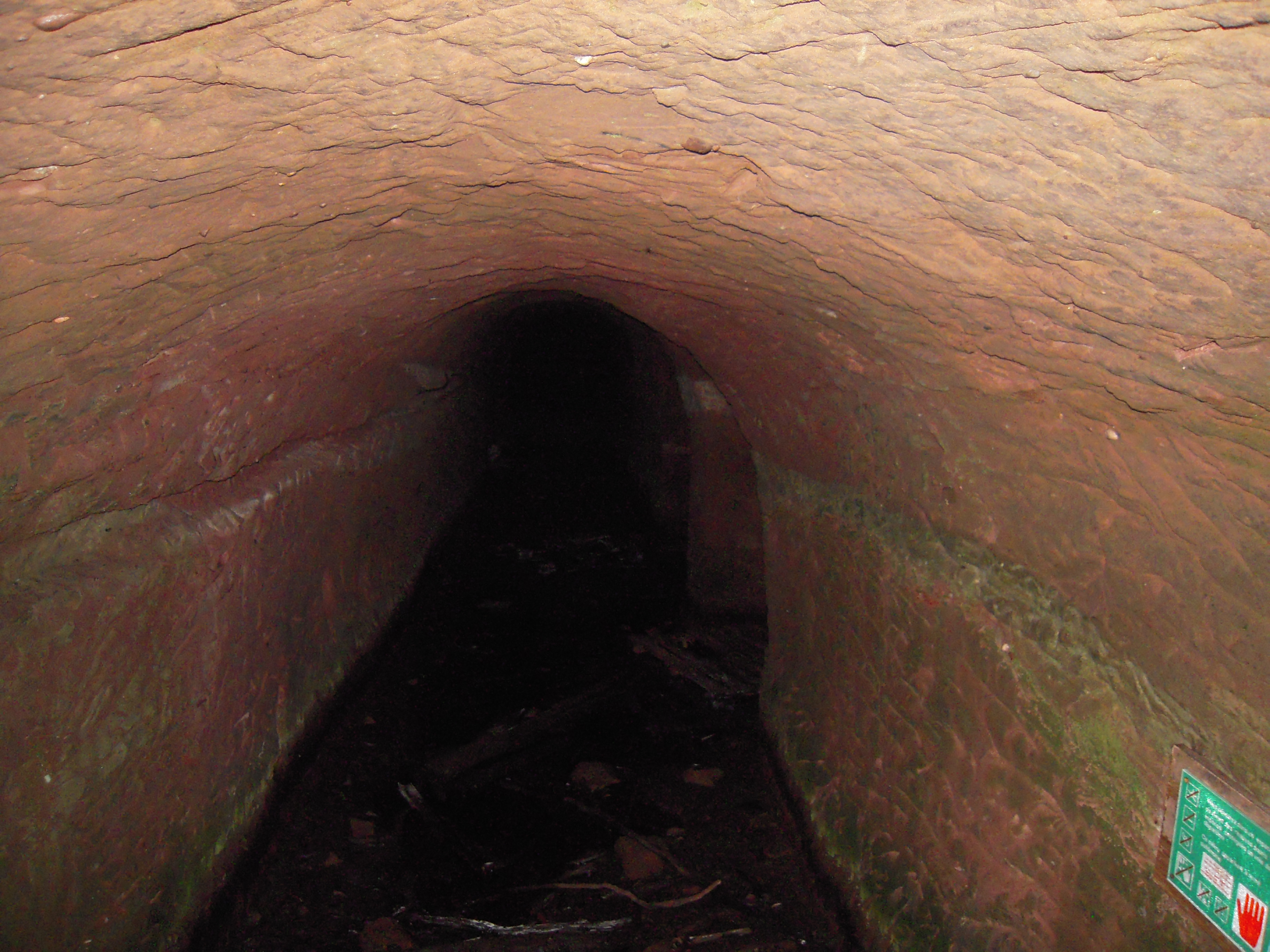
Caverne creusée en 1936

## Statut
Le château est inscrit à l'Inventaire topographique de la région Lorraine.
C'est un site classé depuis 1924.

## Accès
Situées à la sortie de Baerenthal vers Mouterhouse, il faut suivre la rue de Ramstein pour accéder aux ruines. Continuer tout droit en direction de la maison forestière. Un parking a été aménagé par l'Office national des forêts sur la gauche à l'entrée de la forêt. Un sentier conduit aux ruines en dix minutes. On y a un remarquable point de vue sur le village de Baerenthal et la vallée de la Zinsel.